# فرانس فان دن بيرغ
فرانس فـان دن بيرغ هو شخصية أعمال بلجيكي، ولد في 1 مايو 1914، وتوفي في 21 أكتوبر 1990. فرانس هو أب عائلة فان دي بيرغ، وأسس شركة ألتو للسيجار في توروت عام 1945.
في عام 1961، أصبح فان دن بيرغ رئيسًا لمجلس إدارة شركة يانسن للأدوية، وظل يحتفظ بهذا التفويض حتى عام 1980 عندما خلفه لوك واوترز. قاد المفاوضات مع شركة جونسون آند جونسون التي أدت إلى استحواذ الأخيرة على شركة الأدوية في عام 1961. وكان أيضًا هو الشخص الذي اقترح اسم «يانسن» للشركة على اسم الدكتور بول يانسن. 
كان فان دن بيرغ أيضًا رئيسًا لاتحاد الشركات البلجيكية (FEB) من عام 1978 إلى عام 1981. وبهذا المنصب خلف روجر فان دير شويرن، ثم خلفه دانيال جانسين.
وكان أيضًا مديرًا في تاباكوفينا و GTE-ATEA و جريدة دي تايد والمركز البلجيكي للأبحاث النووية. 
تم قبول فرانس فان دين بيرغ في طبقة النبلاء عام 1983 بلقب بارون. كان متزوجا ولديه ستة أطفال.